# Arthrocereus melanurus ssp. melanurus
Arthrocereus melanurus ssp. melanurus es una subespecie de planta suculenta perteneciente al género Arthrocereus, dentro de la familia Cactaceae. Es una subespecie de Arthrocereus melanurus y es endémica del sudeste de Brasil (concretamente del sudoeste de Minas Gerais).

## Descripción

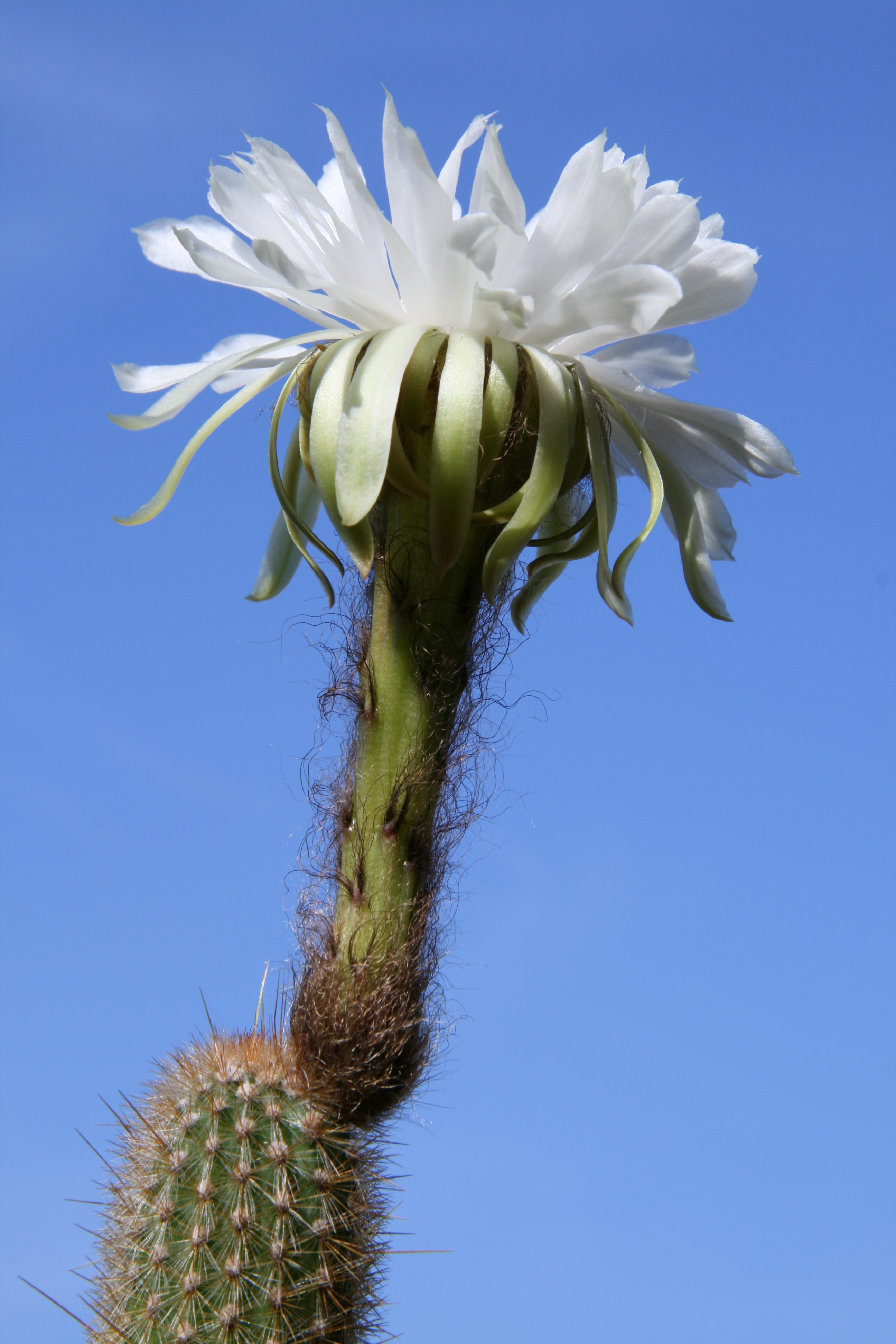
Detalle de la flor

Arthrocereus melanurus ssp. melanurus es una subespecie de cactus pequeño, parecido a un arbusto, de crecimiento erguido y bastante ramificado desde la base. Los tallos son cilíndricos y articulados, con varios brotes de hasta 1,5 m de largo.
Los tallos están divididos en segmentos cortos de unos 10 a 40 cm de longitud y un diámetro de 2,5 a 3,5 cm. Presentan alrededor de 15 costillas estrechas y bajas, de 2 a 3 mm de altura y sobre las que se asientan pequeñas areolas con muchas espinas finas de color marrón, de desigual longitud. Las espinas del borde superior y las centrales suman hasta 15 espinas fuertes y de color marrón. Las espinas inferiores pueden sumar hasta 20 espinas en forma de cerdas y de 5 a 8 mm de largo.
Las flores van de color amarillento a blanco, son alargadas, en forma de embudo y de amplia apertura, llegando a medir 6 cm de ancho. Aparecen cerca de la parte superior del tallo y se abren por la noche. La copa floral y el tubo floral están cubiertos de lana, (espinas parecidas a pelos) y algunas escamas puntiagudas. 

## Distribución y hábitat

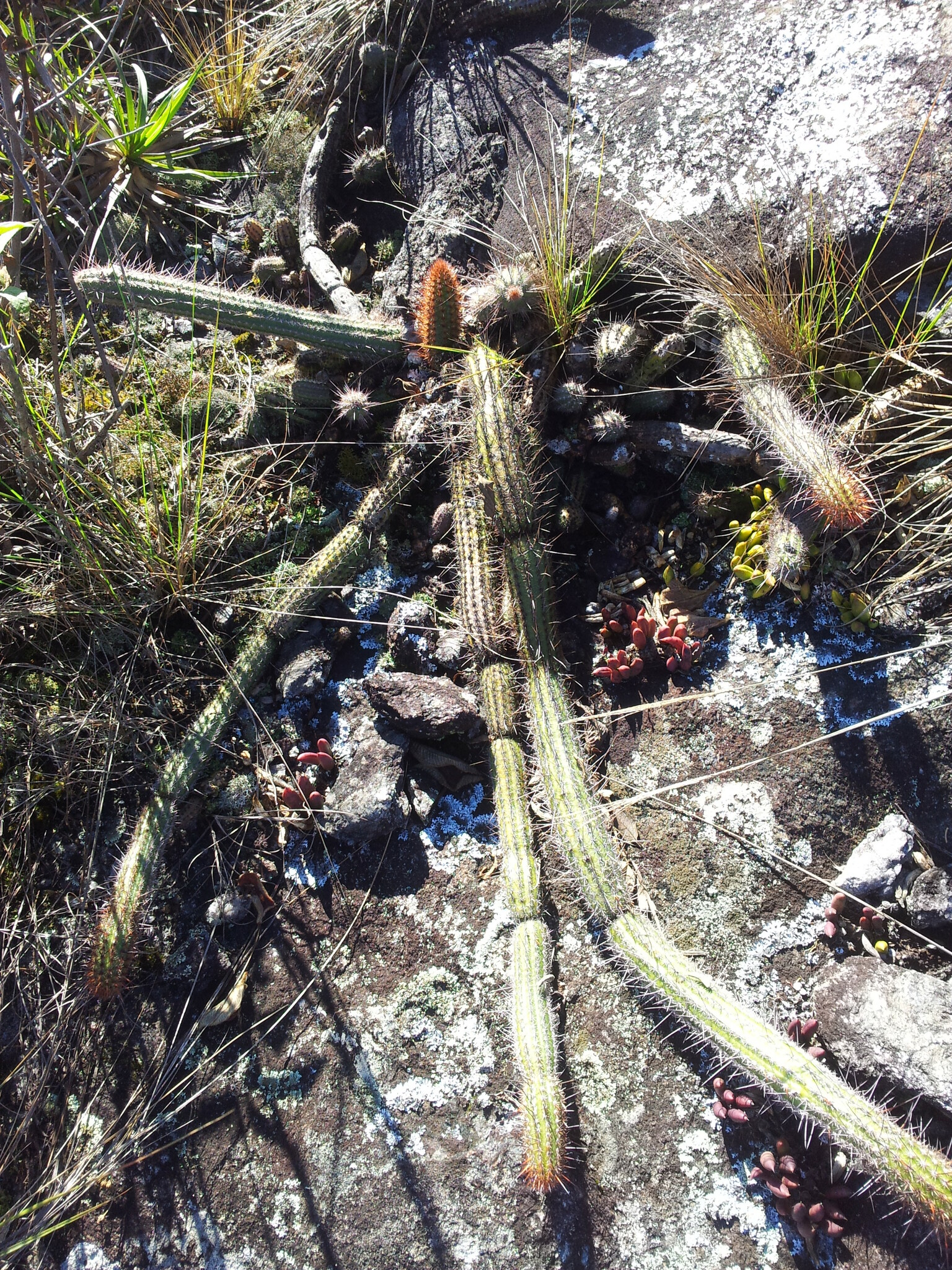
Planta en su hábitat

El área de distribución nativa de esta subespecie es el sudeste de Brasil (concretamente en el sudoeste de Minas Gerais) y crece principalmente en el bioma tropical estacionalmente seco. Su hábitat natural son las sabanas secas y las áreas rocosas, a altitudes de 700 a 1700 metros sobre el nivel del mar.

## Taxonomía
La primera descripción de esta subespecie fue como Cereus melanurus, publicada en 1876 por el botánico alemán Karl Moritz Schumann en el libro Flora Brasiliensis 6 (2): 200.
Más tarde, los botánicos alemanes Lothar Diers y Pierre Josef Braun y el botánico brasileño Eddie Esteves Pereira, trasladaron la especie al género Arthrocereus, por lo que pasó a llamarse Arthrocereus melanurus. Registraron estos cambios en la revista científica Kakteen und andere Sukkulenten 38: 314, publicada en 1987. 
Etimología
- Arthrocereus: nombre genérico que deriva de las palabras griegas arthro (que significa 'articulación' o 'junta'), y cereus (que se traduce como 'vela' o 'cirio'). Así que, en conjunto, Arthrocereus puede traducirse como "vela articulada", haciendo referencia a la forma de tubo alargado en que crecen las especies de este género, con segmentos que se asemejan a articulaciones.[4]
- melanurus: epíteto específico de las palabras griegas melas (μέλας), (que significa 'negro' u 'oscuro') y urus (sufijo que proviene del griego 'oura' (οὐρά), y que significa 'cola' o 'extremidad'), haciendo referencia a que éste planta tiene un aspecto parecido al de una "cola de animal de color negro".[5]

## Estado de conservación
En la Lista Roja de Especies Amenazadas de la UICN, la especie está clasificada como “Vulnerable (VU)”.

## Usos
Se cultiva principalmente como planta ornamental por sus flores vistosas y su propagación se realiza normalmente a través de semillas o esquejes, aunque es bastante poco común en las colecciones.